# Alain Nouraud
Alain Nouraud, dit Nuro, né le 8 avril 1954 à Saint-Jean-d'Angély dans le département français de la Charente-Maritime, est un sculpteur français.
Il travaille le métal, la stéatite, la pierre, le bois et le verre. Ses œuvres les plus volumineuses sont exposées dans des lieux historiques et des jardins publics.

## Biographie
Avant de s'intéresser à la sculpture en 1980, il travaille dans l'administration des Hauts-de-Seine et devient éducateur de jeunes de 5 à 21 ans[réf. nécessaire]. Puis, parallèlement à sa pratique de la sculpture, il passe des diplômes professionnels de vol libre et enseigne les sports aériens jusqu'en 2006.
Après sa retraite d'enseignant des sports aériens, il se consacre entièrement à la sculpture et à son enseignement dans les écoles, collèges, lycées, centre professionnel et, à la demande, en public.

## La sculpture

### Méthode et philosophie

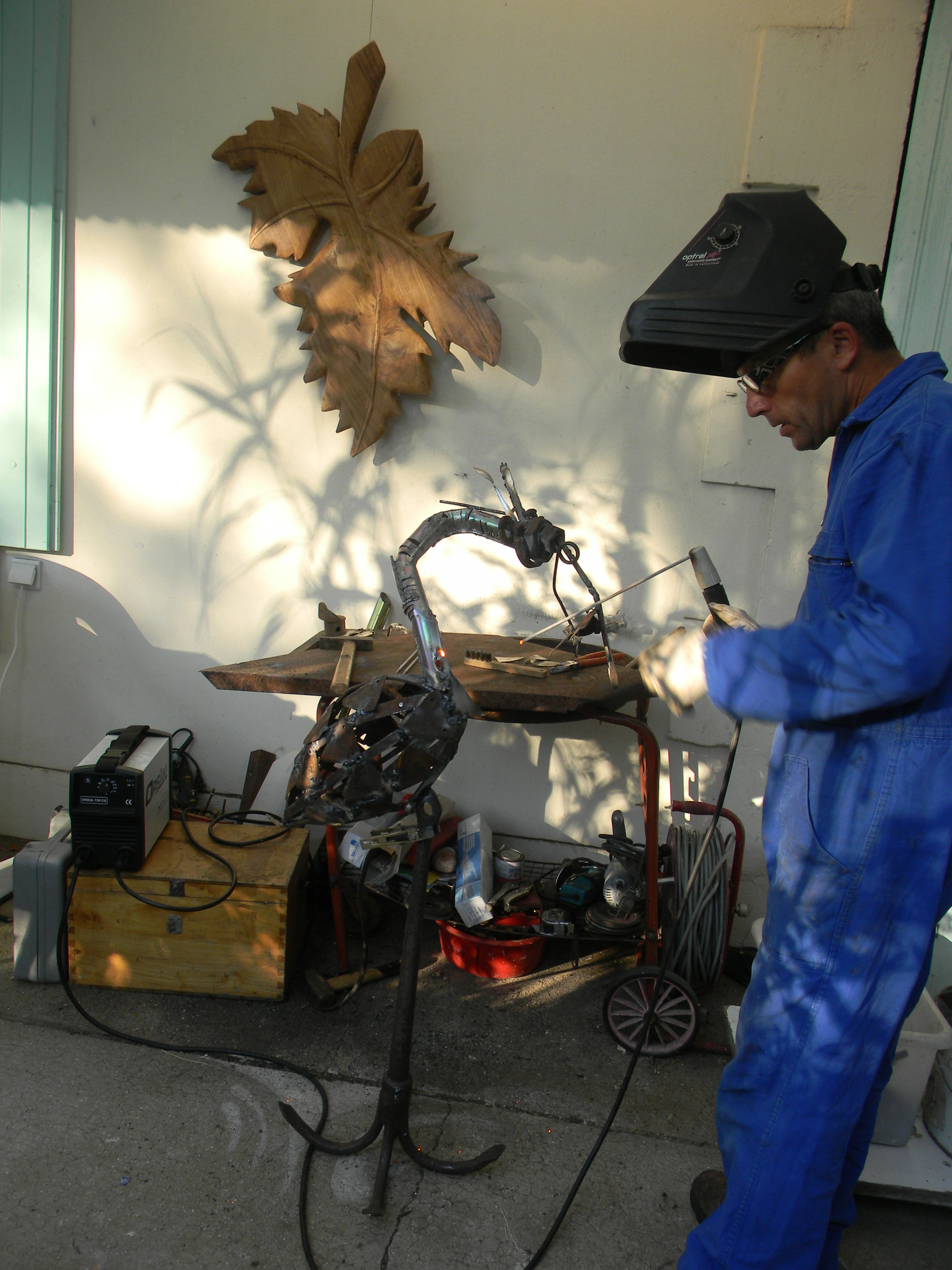
L'artiste dans son atelier.

Le sculpteur donne une deuxième vie à tous types de matériaux récupérés, métal, bois, pierre.
Pour lui la nature a déjà fait une partie du travail, son œil de sculpteur redonne vie à la matière,. Il façonne selon les matériaux dans le figuratif, l'animalier, ou dans l'abstrait. Le format de ses sculptures va d'un centimètre à trois mètres.  

### Matériaux utilisés
Le matériau de prédilection du sculpteur est le métal : acier, inox, fer, cuivre. Certaines œuvres atteignent plusieurs mètres. L'artiste sculpte également le bois, la pierre, le sable et le verre. Il peut combiner les matériaux.

### Diffusion des œuvres
Les statues du sculpteur ont été diffusées internationalement à titre privé et pour des expositions publiques,.
Exposition itinérante en France pour Arts et Haras aux haras de Saintes, Salon du cheval de Paris, haras nationaux  de Saint-Lô Manche, Villeneuve-sur-Lot Lot-et-Garonne et de Le Pin Orne,.
Nordic Tour 2020, tournée d'évènements organisée par la galerie Art4You:  Arte Messe - Wiesbaden (Allemagne), The Art Fair Kunst For Alle - Copenhague (Danemark), Exposition "French Connection" KunstGalleriet - Slagelse (Danemark).

### Récompenses
Alain Nouraud a été primé dans plusieurs symposiums nationaux et internationaux :
- Symposium international de Montlieu-la-Garde ;
- Symposium de l’île des Embiez[14].

## Expositions
- Carrousel du Louvre[14]
- Château de Lourmarin en Provence[18]
- Couvent des Récollets de Cognac[19]
- Eyguières en Provence[20]
- Île d'Aix[21]
- Île des Ambiez en Provence [13]
- Phare de Saint-Georges-de-Didonne[22]
- Pôle des métiers d'art à Niort[23]
- Tournai en Belgique[14].

## Œuvres
- Bouée Ouest-Vallières (œuvre de 6 m de haut)[24]

- Monument de la Résistance à Matha[25]

- Patou à Saint-Lary-Soulan[26].

- Salamandre géante à Graves-Saint-Amant [27]

- Scorpion géant à Saint-Genis-d'Hiersac[27]

- Hippocampe, statue monumentale de 1 200 kg à Saint-Trojan[28]

- Vauban, Patrouille de soldats, Cavalier à l'étendard à la Citadelle du Château-d'Oléron[29].

Site historique de la Citadelle de Château-d'Oléron
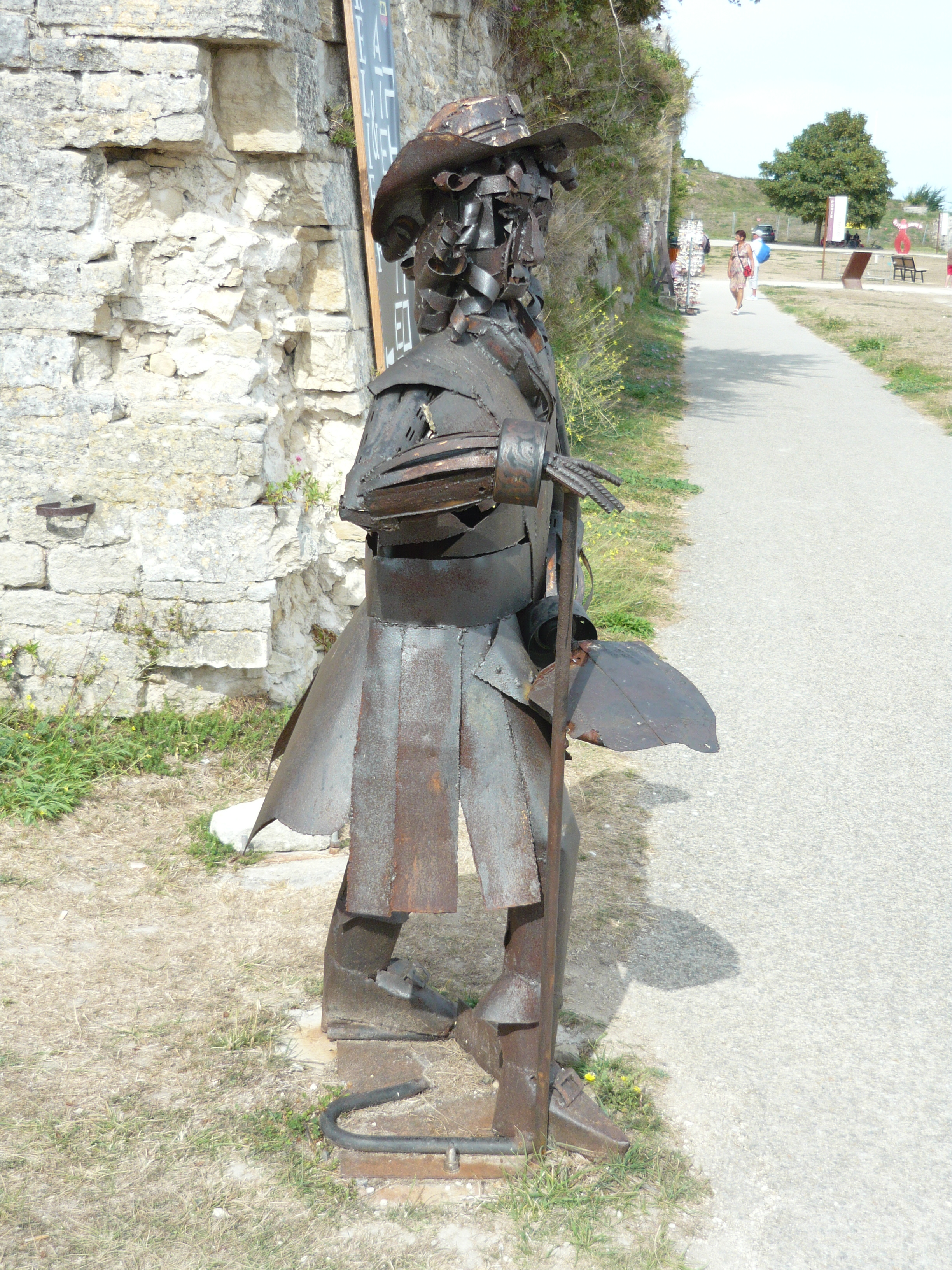
Vauban
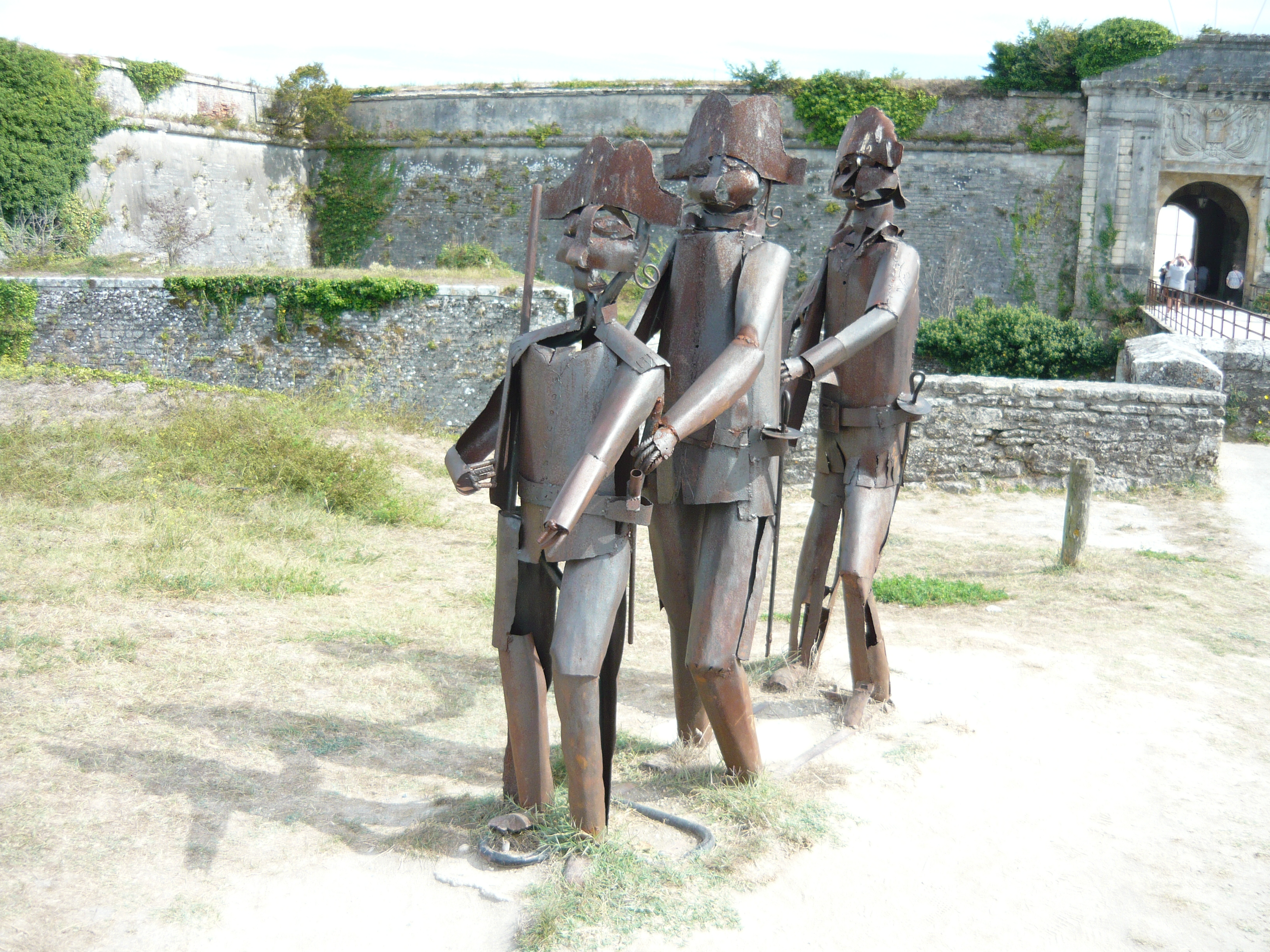
Patrouille de soldats
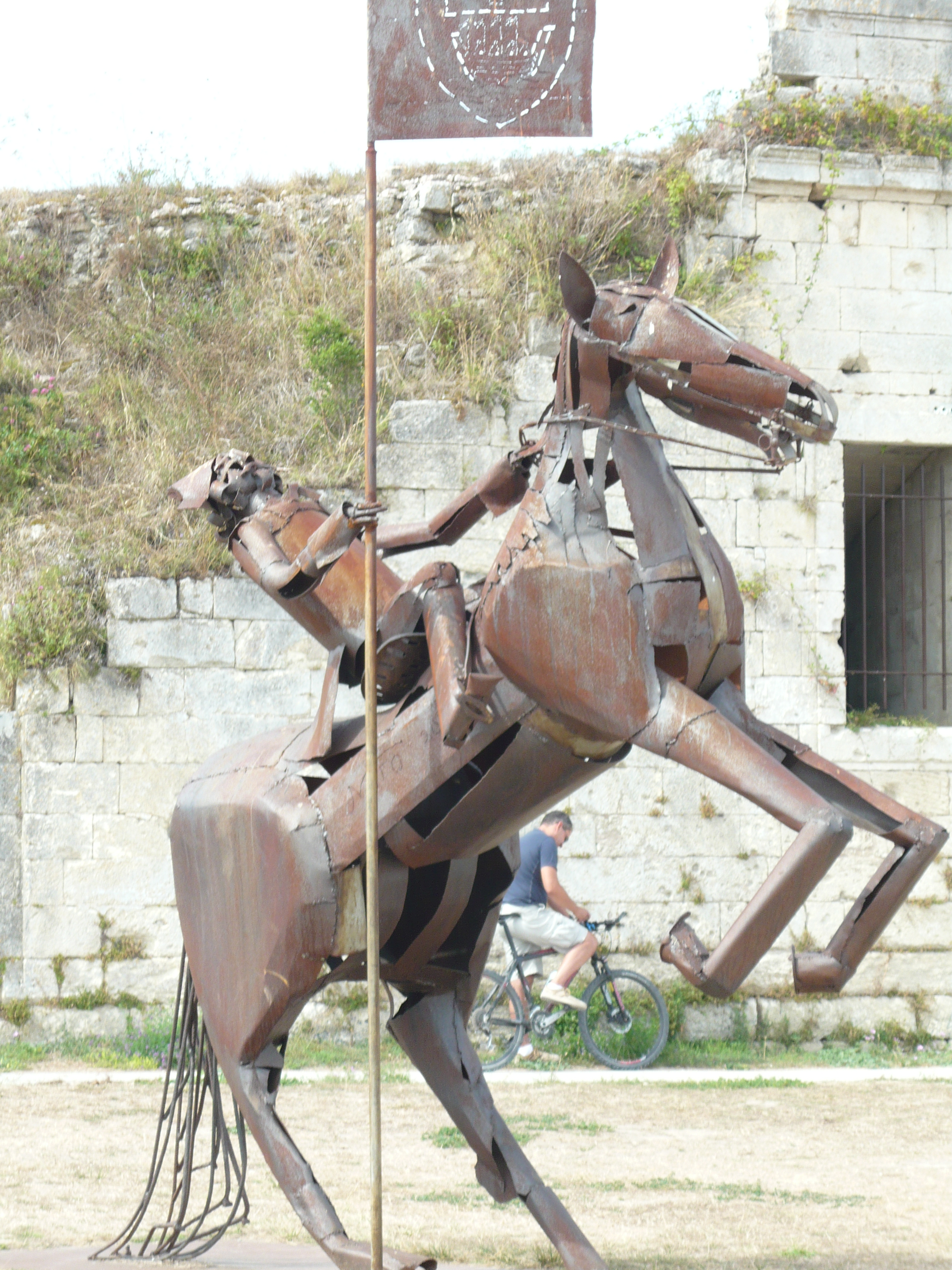
Cavalier à l'étendard